# 小林亜実
小林 亜実（こばやし あみ、1993年〈平成5年〉1月12日 - ）は、日本の女優、タレントである。愛知県豊川市出身。エイジアプロモーション所属。愛称は「こあみ」。SKE48の元メンバーである。2010年のSKE48第4期生オーディションに合格し活動を開始。2015年SKE48を卒業後は多くの舞台、CMなどに出演。特技の料理を活かした企業とのコラボ商品開発など幅広く活動している。

## 略歴
2010年
- 9月30日、『SKE48第4期生オーディション』に合格、応募総数5888名から368倍の倍率を勝ち抜く[6]。
- 12月31日、第61回NHK紅白歌合戦に出演。以後SKE48在籍時に連続5回出演を果たしている。

2013年
- 6月8日、『AKB48 32ndシングル 選抜総選挙』で47位を獲得、ネクストガールズに選出された[7]。

2014年
- 6月8日、『AKB48 37thシングル 選抜総選挙』で77位を獲得、アップカミングガールズに選出された[8]。

2015年
- 2月6日、劇場公演においてSKE48を卒業することを発表した[9]。
- 3月31日、沖縄市民会館で行われた『SKE48 47都道府県全国ツアー〜機は熟した。全国へ行こう!〜』チームE沖縄公演をもってSKE48を卒業した[10]。
- 4月20日、ABP inc.への所属を発表した[11]。
- 6月、ジョリーパスタのCM『夏の冷製カッペリーニフェア篇』に出演[12]。
- 8月26日から30日まで紀伊國屋ホールで行われた、Goose houseのアルバム『Soundtrack?』原案による劇団TEAM-ODAC第18回本公演『真っ白な図面とタイムマシン』において初舞台出演。ヒロイン星野夏美役を演じた[13]。
- 9月17日から22日までシアター1010で行われたIZAM演出による『天元突破グレンラガン〜炎撃篇〜』においてキノン・バチカ役を演じた[14]。
- 9月21日、フジテレビ系列にて放映された『あの日見た花の名前を僕達はまだ知らない。 』実写版においてテレビドラマデビューを果たした[14]。

2016年
- 3月2日から6日まで六行会ホールで行われたSOLID STARプロデュースVol.6『ヨビコー!!〜You be cool !〜』においてヒロイン上田智子役を演じた[15]。
- 7月、ガンホーCM『パズドラ るろうに剣心 -明治剣客浪漫譚- コラボ』に出演。
- 8月10日から14日まで南大塚ホールで行われたズッキュン娘第10回本公演『歩いてみやがれ！』において初主演。野呂かずよ役を演じた。
- 12月8日から11日までBIG TREE THEATERで行われたこちらスーパーうさぎ帝国 第22回公演『スーパー・パニック・プロポーズ!』においてヒロイン後藤つかさ役を演じた[16]。

2017年
- 4月1日、ABP inc.との契約終了を発表した[17]。
- 5月30日から6月4日まで新宿シアターモリエールで行われたSOLID STARプロデュース『MONSTER LIVE！』においてキングオブコント優勝者などが書き下ろした新作コントを芸人たちと共に演じた[18]。
- 6月18日、自身作詞による楽曲「昨日も明日も」をSoymilkより主要配信サイトからリリース[19]。
- 8月9日から16日まで新宿村LIVEで行われたアリスインプロジェクト『バックイン・ミレニアム』において主演、柏木千奈美役を演じた[20]。
- 11月8日から12日まで草月ホールで行われたPURESMILE Presents『おおばかもの〜みにくいアヒルのプリンシバル〜』において主演、依田志津香役を演じた。
- 11月22日、エイジアプロモーションへの所属を発表した。

2018年
- 2月21日から25日までBOX in BOX THEATERで行われたこちらスーパーうさぎ帝国 第24回公演『僕はこたつで丸くなる。』において てぃな役を演じた[21]。同作はシアターグリーンで開催されたGREEN FESTA 2018において最優秀賞に相当するGREEN FESTA賞を受賞している。
- 10月11日から14日までBIG TREE THEATERで行われた劇団ToyLateLie第7回本公演『7×1』においてSKE48での先輩である平松可奈子と共にダブル主演、紅林星役を演じた。
- 11月17日、テレビ朝日で放映されている情報番組『良好生活研究所』へのレギュラー出演を開始。

2019年
- 1月3日、艦娘遊撃隊『霧島』としての活動を始める。
- 9月13日・14日、長崎県佐世保市のアルカスSASEBO大ホールで行われた『佐世保鎮守府開庁・佐世保港開港130周年記念「ちんじゅふ。」2019 in 佐世保鎮守府 Special Opening Live』に艦娘遊撃隊『霧島』として出演した。
- 10月5日・6日、海上自衛隊横須賀基地において行われた「令和元年度自衛隊観艦式 公式コラボ【Japan Self-Defense Forces FLEET REVIEW 2019】海自ファッションショー』にモデルとして参加をした。
- 10月20日、広島県呉市の呉信用金庫ホールで行われた『【130th KURE 2019】ちんじゅふ。艦娘 Special Live in 呉鎮守府』に艦娘遊撃隊『霧島』として出演した。
- ラグビーワールドカップ2019日本大会に向けてラグビー普及のためタグラグビーチーム「TRY!Girls!!!!!」の一員として活動、ワールドカップ当日にエキシビジョンマッチを隣接会場で行う。

2020年
- 1月3日、パシフィコ横浜 国立大ホールで行われた『C2機関 鎮守府新春New Year Special Live! 2020』に艦娘遊撃隊『霧島』として出演した。
- 2月5日から12日まで大塚・萬劇場で行われたUDA☆MAP NEXT Vol.1『KAIRO -カイロ-』において栞菜と共にダブル主演、乾ディーヴァ役を演じた。
- 4月28日、艦娘遊撃隊『霧島』としての写真集『艦娘遊撃隊 -「霧島」「明石」「春雨」』がKADOKAWAより販売された。
- 11月1日、富士スピードウェイで行われた『鎮守府鰻祭り Special Live Stage』に艦娘遊撃隊『霧島』として出演した。
- 12月4日、パシフィコ横浜 国立大ホールで行われた『C2機関「提督&艦娘 Special Live for 呉鎮守府」in 横浜みなとみらい』に艦娘遊撃隊『霧島』として出演した。

2021年
- 6月25日から30日まで行われた舞台『マトリョーシカ』にヒロインとして出演した。
- 11月10日から14日まで行われた舞台『Who are you?』に主演として出演した。

2023年
- 9月13日から17日まで行われた舞台『恋獄プリズン』にヒロインとして出演した。

2024年
- 12月3日、宅地建物取引士の資格を独学での一発合格で取得したことを自身のSNSで報告した[22]。

2025年
- 3月4日、主演を務めるアプリ配信ショートドラマ『毒を盛るなら美しく』がリリースされた[23]。

## 人物
- 愛知県豊川市で生まれ育つ[1]。運動好きな両親の影響でスポーツ一家で、マラソン大会など得意としていた[24][25]。三姉妹の次女[24]。豊川市立西部中学校、愛知県立国府高等学校を卒業、短期大学に進学する[24]。
- SKE48での公式ニックネームは「こあみ」、卒業後も周りからは「こあみ」と呼ばれることが多い[3]。
- 宅地建物取引士の資格を所持している[22]。
- 料理が得意であり短期大学では食生活を専攻していた[26]。フードスペシャリスト、フードコーディネーター、パンシェルジュ検定3級などの資格を有している[27]。全国的な飲食チェーン店である赤からとのコラボメニュー[28]を考案しメニューとして掲載されるなど、料理分野の仕事を展開している。
- 特に手作りのパンは「こあみパン」と呼ばれ共演者などに振る舞われ好評を得ている[29]。趣味としてだけではなくファミリーマートやアンティ・アンズとのコラボ商品の考案と販売[30][31]の他、パンのレシピを紹介するコラムを執筆[32]していた実績もある。
- SKE48での同期であり現セント・フォース所属アナウンサーの柴田阿弥とはSKE時代ビジネス不仲キャラとして知られていた[33]が、現在は良き友人同士として知られている。2人のコンビ名は「こあや」[34]。
- 髪の美しさに定評がありSKE48時代には黒髪が美しいメンバーを選出し『髪7』（かみセブン）として自らプロデュースを行った。初代メンバーは須田亜香里、松本梨奈、新土居沙也加、水埜帆乃香（現：帆乃香）、古川愛李、木﨑ゆりあ、そしてセンターに小林亜実の7人で構成された[35]。

## 作品

### 音楽
- 「昨日も明日も」作詞：小林亜実、作曲：小林章太郎（2017年、Soymilk）
  - 自身作詞によるソロデビュー曲、配信限定。
- 『君の中に眠るVampire Music collection』（2018年、とる☆すた、TSCD-015）
  - 参加楽曲は、M1「Vampire」、M3「START UP」、M5「HOLY NIGHT」、M7「約束」
- 「こんなうた」作詞：小林亜実、作曲：小林章太郎（2019年、Soymilk）
  - 自身作詞によるセカンドシングル、配信限定。

### 写真集
- 『With me.』 女優で写真活動もしている[36]中塚智実が撮影した写真集、2017年のイベント「メゾンこばやし Vol.1」で販売。
- 『My story.』 劇団TEAM-ODAC公演での未公開フォトを集めた写真集、2017年のイベント「メゾンこばやし Vol.1」で販売。
- 『My routine.』 本人の日常をテーマにした写真集、2019年のイベント「メゾンこばやし Vol.3」で販売。

## SKE48での参加楽曲

### シングル選抜楽曲
SKE48名義
- 「1!2!3!4! ヨロシク!」に収録
  - そばにいさせて
  - コスモスの記憶 - 「白組」名義
- 「パレオはエメラルド」に収録
  - 積み木の時間
- 「オキドキ」に収録
  - 初恋の踏切
  - バズーカ砲発射! - 「白組」名義
- 「片想いFinally」に収録
  - 今日までのこと、これからのこと
- 「アイシテラブル!」に収録
  - あうんのキス - 「白組」名義
- 「キスだって左利き」に収録
  - 体育館で朝食を - 「白組」名義
- 「チョコの奴隷」に収録
  - 冬のかもめ - 「白組」名義
- 「美しい稲妻」に収録
  - 2人だけのパレード - 「Team KII」名義
- 「賛成カワイイ!」に収録
  - カナリアシンドローム - 「白組」名義
  - ずっとずっと先の今日 - 「セレクション18」名義
- 「未来とは?」に収録
  - S子と嘘発見器 - 「Team KII」名義
- 「不器用太陽」に収録
  - バナナ革命 - 「Team E」名義
- 「12月のカンガルー」に収録
  - 青春カレーライス - 「Team E」名義
- 「コケティッシュ渋滞中」に収録
  - 僕は知っている - 「DOCUMENTARY of SKE48」名義
  - 音を消したテレビ - 「Team E」名義

AKB48名義
- 「ギンガムチェック」に収録
  - あの日の風鈴 - 「ウェイティングガールズ」名義
- 「恋するフォーチュンクッキー」に収録
  - 今度こそエクスタシー - 「ネクストガールズ」名義
- 「心のプラカード」に収録
  - チューインガムの味がなくなるまで - 「アップカミングガールズ」名義

### アルバム選抜楽曲
SKE48名義
『この日のチャイムを忘れない』に収録
- みつばちガール - 「チームE」名義
- ポニーテールとシュシュ - 「チームE」名義

AKB48名義
『ここにいたこと』に収録
- ここにいたこと

『1830m』に収録
- 青空よ 寂しくないか?

### 劇場公演ユニット曲
チームE 1st Stage「パジャマドライブ」
- 鏡の中のジャンヌ・ダルク
- 天使のしっぽ（木本花音のアンダー）
- 純情主義（高木由麻奈のアンダー）

チームE 2nd Stage「逆上がり」
- 抱きしめられたら
- わがままな流れ星（柴田阿弥のアンダー）

チームKII 4th Stage「シアターの女神」
- 嵐の夜には

 チームE 4th Stage「手をつなぎながら」
- チョコの行方（1st UNIT）
- この胸のバーコード（松井玲奈、大脇有紗のアンダー）
- 雨のピアニスト（谷真理佳、須田亜香里、斉藤真木子のアンダー）

## 出演

### 映画
- ギャルバサラ -戦国時代は圏外です-（2011年11月26日、角川映画）
- アイドルの涙 DOCUMENTARY of SKE48（2015年2月27日、東宝映像事業部）
- 「トウキョーの夜」の朝（2015年11月12日、ENBUゼミナール）
- のぼる小寺さん（2020年7月3日、ビターズ・エンド） - 赤羽（倉田梨乃の友人） 役[37]
- 終わりが始まり（2022年5月27日、トキメディアワークス）
- マッチング（2024年2月23日、KADOKAWA） - ナガタウェディング フラワールームスタッフ 役[38]

### テレビドラマ
- あの日見た花の名前を僕達はまだ知らない。（2015年9月21日、フジテレビ） - 安城鳴子の友人 役[14]
- ドラマL『神ちゅーんず 〜鳴らせ!DTM女子〜』（2019年4月7日 - 6月9日 、朝日放送テレビ） - 同級生・ダンス部員 役
- 連続ドラマW『ダイイング・アイ』第6話（2019年4月20日、WOWOW） - クリニックの受付 役
- 逃げるは恥だが役に立つ ガンバレ人類！ 新春スペシャル!!（2021年1月2日、TBS） - 大森あけみ 役
- オトナの土ドラ『最高のオバハン 中島ハルコ』第2話・最終話（2021年4月17日・5月29日、東海テレビ） - 伊藤真澄 役
- WOWOW開局30周年記念 連続ドラマW 『ソロモンの偽証』（2021年10月3日 - 11月21日、WOWOW） - 板倉陽子 役
- 恋です！〜ヤンキー君と白杖ガール〜 第3話（2021年10月21日、日本テレビ） - ブティック店員 役
- 連続ドラマW『だから殺せなかった』（2022年1月9日 - 2月6日、WOWOW） - 大学生 役
- 飴色パラドックス 第6話（2023年1月27日（26日深夜）、毎日放送）
- やわ男とカタ子 第2話（2023年8月14日、テレビ東京）

### 配信ドラマ
- 背徳の館〜狂気のマザコン男に嫁いだ女〜（2025年7月25日、FOD SHORT）[39]

### Webドラマ
- 毒を盛るなら美しく（2025年3月4日、ミリオン） - 主演：真美 役[23]
- 10年越しの復讐（2025年3月25日、テラードラマ） - 主演：一ノ瀬里穂 役

### テレビ番組
- みんなのPGAツアー（2018年3月4日、ゴルフネットワーク）- 3月号応援サポーター[40]
- 痛快TV スカッとジャパン（2018年4月23日、フジテレビ） - 鈴木祥子 役
- 良好生活研究所（2018年11月17日 - 2025年2月8日、テレビ朝日） - 研究員（レギュラー）
- トレンド☆サプリ（2019年2月2日、札幌テレビ） - ナビゲーター
- おべんとレター。 第150回『思い出いっぱい!手をつなぎながら弁当』（2019年6月9日、テレビ朝日） - おべんと受取人（差出人：柴田阿弥）[41]
- トレンドカプセル（2025年4月5日 - 、テレビ朝日）

### 舞台

#### 2015年
- 劇団TEAM-ODAC 第18回本公演『真っ白な図面とタイムマシン』（作・演出：笠原哲平）、紀伊國屋ホール（2015年8月26日 - 31日） - ヒロイン：星野夏美 役[42]
- 『天元突破グレンラガン〜炎撃篇〜其の弐・其の参』（作：川尻恵太　演出：IZAM）、シアター1010（2015年9月17日 - 22日） - キノン・バチカ 役[43]
- 劇団TEAM-ODAC 第19回本公演『僕らの深夜高速』（作・演出：笠原哲平）、草月ホール（2015年10月7日 - 12日） - 秋野さちえ 役[44]

#### 2016年
- 『浅草あちゃらか』（作：藏美羽　演出：藏信貴）、シアターサンモール（2016年1月20日 - 24日） - 福富涼子 役[45]
- SOLID STAR プロデュース Vol.6『ヨビコー!!～You be cool!～』（作・演出：白柳力）、六行会ホール（2016年3月2日 - 6日） - ヒロイン：上田智子 役[46]
- 劇団TEAM-ODAC 第21回本公演『小さな結婚式～いつか、いい風は吹く～』（作・演出：笠原哲平）、紀伊國屋ホール（2016年4月4日 - 10日） - 狭山つばめ 役[47]
- SOLID STAR プロデュース Vol.7『明るいお葬式』（作・演出：山崎洋平）、俳優座劇場（2016年6月15日 - 19日） - 小仏梓 役[48]
- ズッキュン娘 第10回本公演『歩いてみやがれ！』（作：藤吉みわ　演出：笠原哲平）、南大塚ホール（2016年8月10日 - 14日） - 主演：野呂かずよ 役[49]
- SOLID STAR プロデュース Vol.8『主人がオオアリクイに殺されて1年が過ぎました。』（作：山崎洋平　演出：白柳力）、俳優座劇場（2016年10月5日 - 10日） - 吉田美紀 役[50]
- 『おおばかもの〜おおばかものだけど、わるいやつらではない〜』（作：ゆうき　演出：笠原哲平）、草月ホール（2016年10月26日 - 30日） - 柏木小雪 役[51]
- こちらスーパーうさぎ帝国 第22回公演『スーパー・パニック・プロポーズ！』（作・演出：白柳力）、シアターグリーン BIG TREE THEATER（2016年12月8日 - 11日） - ヒロイン：後藤つかさ 役[16]

#### 2017年
- SOLID STAR プロデュース Vol.9『ミニチュア!!～フリーペーパーのナイス街～』（作・演出：白柳力）、俳優座劇場（2017年3月8日 - 12日） - 鶴見いつか 役[52]
- 五反田タイガー旗揚げ公演『Tokyo Community Life』（作：ゆうき　演出：笠原哲平）、新宿村LIVE（2017年5月10日 - 14日） - 坂本宏美 役[53]
- SOLID STAR プロデュース『MONSTER LIVE!』第2弾（オムニバスコント　演出：白柳力）、新宿シアターモリエール（2017年5月30日 - 6月4日）[18]
  - OTSN症候群（作：ボス村松）
  - サザエ裁判（作：山崎洋平）
  - ゾンビ（作：高倉陵）
  - 4:4:4（作：冨坂友）
  - 勉強できない学園（作：バブルムラマツ）
  - 山荘（作：池田一真）
- 劇団TEAM-ODAC 第24回本公演『BLACK10・改』（作・演出：笠原哲平）、草月ホール（2017年7月12日 - 17日） - アヤメ 役[54]
- アリスインプロジェクト『バックイン・ミレニアム』（作・演出：久保田唱）、新宿村LIVE（2017年8月9日 - 16日） - 主演：柏木千奈美 役（八坂沙織とのダブル主演）[55] [56]
- SOLID STAR プロデュース Vol.11『負けんな漫研！』（作・演出：白柳力）、六行会ホール（2017年9月6日 - 10日） - 兵藤彩 役[57]
- 朝劇 西新宿『愛の回転式』（作・演出：岡本貴也）、GLASS DANCE 新宿店（2017年10月15日・22日） - ゲスト[58]
- 『おおばかもの〜みにくいアヒルのプリンシバル〜』（作：ゆうき　演出：笠原哲平）、草月ホール（2017年11月8日 - 12日） - 主演：依田志津香 役[59]
- 『四谷怪談』（作・演出：西田大輔）、全労済ホール／スペース・ゼロ（2017年12月21日 - 28日：出演は12月24日・25日・27日・28日） - 萩原理恵 役[60]

#### 2018年
- こちらスーパーうさぎ帝国 第24回公演『僕はこたつで丸くなる。』（作・演出：白柳力）、シアターグリーン BOX in BOX THEATER（2018年2月21日 - 25日） - てぃな 役[61]
- 独弾流GARAGARADON第2回公演『背中をみせて』（作：水上竜士　演出：勝矢）、ポケットスクエア ザ・ポケット（2018年3月21日 - 25日） - 弥生 役
- 劇団TEAM-ODAC 第30回本公演『猫と犬と約束の燈2018-夏』（作・演出：笠原哲平）、全労済ホール／スペース・ゼロ（2018年7月7日 - 16日：出演は7月7日・8日・9日・12日・15日・16日） - 古家野美紀 役
- 第5回 東出有貴プロデュース舞台『君の中に眠るVampire』（作・演出：東出有貴）、座・高円寺2（2018年8月29日 - 31日） - ヒロイン：イリス 役 / ソフィ 役
- 五反田タイガー 4thStage『Casket〜深海から見える星〜』（作・演出：笠原哲平）、草月ホール（2018年9月12日 - 17日） - シャケ 役
- 劇団ToyLateLie 第7回本公演『7×1』（作・演出：萩原成哉）、シアターグリーン BIG TREE THEATER（2018年10月11日 - 14日） - 主演：紅林星 役

#### 2019年
- 舞台『かくりよの宿飯 折尾屋編』（作：守山カオリ　演出：扇田賢）、俳優座劇場（2019年7月17日 - 21日） - 磯姫 役
- SOLID STAR プロデュース『MONSTER LIVE!』第3弾（オムニバスコント　演出：白柳力）、俳優座劇場（2019年10月1日 - 6日：出演は10月1日 - 3日）
  - 転校（作：三人合わせて星野です）
  - 見っけ（作：白柳力）
  - 突然（作：岩崎う大）
- こちらスーパーうさぎ帝国 第27回公演『ぐちゃぐちゃ』（作・演出：白柳力）、シアター711（2019年11月20日 - 24日） - モモ 役

#### 2020年
- メゾンこばやし Vol.4 朗読劇『左利きの女達』（作：白柳力）、高円寺Studio K Studio2（2020年1月13日） - 小林亜実 役
- UDA☆MAP NEXT Vol.1『KAIRO -カイロ-』（作：細川博司　演出：松本陽一）、萬劇場（2020年2月5日 - 12日） - 主演：乾ディーヴァ 役
- UDA☆MAP ＋PLUS Vol.2『ホテルニューパンプシャー206』（作・演出：松本陽一）、キーノートシアター（2020年8月12日 - 17日） - 主演：三輪鈴子 役
- 『贈られた命 -此処に産まれた意味-』（作・演出：桝井賢斗）、d-倉庫（2020年9月15日 - 22日） - 道端実 役

#### 2021年
- こちらスーパーうさぎ帝国 第28回公演『アイネ・クライネ・ノスタルジック』（作・演出：白柳力）、駅前劇場（2021年1月6日 - 10日） - 近藤ひかる 役
- イベント企画OZ vol.6『ラビビト』（作・演出：白柳力）、萬劇場（2021年5月19日 - 23日） - 佐藤あゆみ 役
- Uzume 第5回本公演『マトリョーシカ』（作・演出：村松洸希）、すみだパークシアター倉（2021年6月25日 - 30日） - ヒロイン：生田あい・木村寧々 役
- UDA☆MAP Vol.11『袴DE☆アンビシャス！』（作・演出：松本陽一）、シアターグリーン BIG TREE THEATER（2021年8月4日 - 8日[注釈 1]・6日） - 道明庵クルネ 役
- 100点un・チョイス！ 第15回公演『Who are you?』（作・演出：相馬あこ）、ポケットスクエア ザ・ポケット（2021年11月10日 - 14日） - 主演：金井歩美 役
- 瀬尾タクヤプロデュース『ニュー熱海国際ホテル』（作：北野貴章　演出：瀬尾タクヤ）、ウッディシアター中目黒（2021年12月25日 - 29日）- 遠藤キラリ 役

#### 2022年
- Uzume第7回本公演『誰かも知らない。』（作・演出：村松洸希）、シアター・アルファ東京（2022年4月13日 - 17日） - 相田梨香 役[63]
- UDA☆MAP Vol.11『袴DE☆アンビシャス！2022』（作・演出：松本陽一）、シアターグリーン BIG TREE THEATER（2022年7月13日 - 18日） - 道明庵クルネ 役
- 松本稽古企画公演「ココロ踊ル」vol.1『ダンスピアの消失』、六行会ホール（2022年11月9日 - 13日）- アクセラ 役

#### 2023年
- 『群像図鑑』（オムニバスコント）、シアターブラッツ（2023年3月10日 - 12日）
- 劇団6番シード 30周年記念公演第一弾『Call me Connect you〜交渉人遠山弥生〜』、六行会ホール（2023年4月6日 - 9日） - ボニー 役[64]
- UDA☆MAP Vol.12『Dressing Room』第三話「文明開『花』の音がする」、ステージカフェ 下北沢亭（2023年6月29日 - 7月2日） - 木之内律 役[65]
- WaVe'S 第2回公演『恋獄プリズン』、コフレリオ 新宿シアター（2023年9月13日 - 17日） - ヒロイン：榎本英梨 役[66]

#### 2024年
- エクレール・シアター 第2回公演『Laugh&Serious・2』、ブルースクエア四谷（2024年7月13日 - 15日） - （Serious Part「ドールハウス」）翡翠 役[67]
- 浅草怪談屋敷 Vol.1『友人に誘われて…』、浅草花劇場（2024年7月25日） - 語り部 役[68]
- WaVe'S 第5回公演『Get Back!!2024』、ポケットスクエア テアトルBONBON（2024年9月29日） - 日替わりゲスト：小林亜実（本人） 役[69]
- 東京印produce『放課後のファラソド』、ポケットスクエア テアトルBONBON（2024年11月13日 - 17日） - 七海 役[70]
- WaVe’S 第6回公演『六山荘の恋人』、コフレリオ 新宿シアター（2024年12月20日） - 日替わりゲスト[71]

#### 2025年
- BE WOOD LIVE Produce『ミス・ホームズの婉麗奇譚 〜貌〜』、ポケットスクエア テアトルBONBON（2025年4月2日 - 6日） - 古杜ステラ、二条杏 役[72]
- WaVe’S 第8回公演『ドリルマン〜ドリルと町の自動販売機編〜』、コフレリオ 新宿シアター（2025年6月20日） - 日替わりゲスト[73]
- 6Cプレゼンツ メイツプロジェクト『メイツ！〜ブラウン管の向こうへ〜』、シアターグリーン BIG TREE THEATER（2025年7月30日 - 8月3日） - ショーコ 役[74]

### ミュージック・ビデオ
- センチミリメンタル「wear」（2019年3月30日）[75]
- 小林亜実「昨日も明日も」（2019年5月1日）[76]

### テレビCM
- ジョリーパスタ
  - 『夏の冷製カッペリーニフェア』篇（2015年6月 - ）
  - 『スープパスタフェア2015冬』篇（2015年11月 - ）
- 香港家電量販店ブロードウェイ『賣萌』篇（2015年12月 - ）
- ガンホー 『パズドラ るろうに剣心 -明治剣客浪漫譚- コラボ』篇（2016年7月 - ）
- アートネイチャー
  - 『【V50】変身エンジェル』篇（2017年9月 - ）
  - 『【V50】新しい斎藤さん』篇（2018年1月 - ）
- 澤井珈琲 『澤井珈琲』篇（2019年4月 - ）
- 日本航空
  - 『JAL ハッピードリームキャンペーン 2023「JALで行く東京ディズニーリゾート40周年」』篇（2023年6月 - ）
  - 『「JALで行く東京ディズニーリゾート」クリスマス』編（2024年10月 - ）

### 広告
- 日本郵便 『Webレターのご紹介』篇（2017年11月 - ）webCM [77]
- 東日本旅客鉄道 『B.B.BASE STORY』篇（2019年3月 - ）webCM [78]
- パナソニック 『パナソニックエネファームのご紹介（2019年度モデル）』篇（2019年3月 - ）商品PV [79]
- 栄光ゼミナール 「栄光ゼミナール 企業HP・パンフレット」（2019年6月 - ）モデル：低学年指導専任教師 役
- BODYMAKER 「2019BODYMAKER トライガールズ LookBook | BODYMAKER feat.FIVES」（2019年11月 - ）モデル：BODYMAKERとFIVESトライガールズコラボによるスタイルブック
- イオンカード 『AEON CARD TGC DESIGN』（2020年9月 - ）

### ナレーション
- 豊川市制施行80周年記念プラネタリウム番組『Lights of Toyokawa 豊川から宇宙へ』（2023年5月27日 - 、豊川市ジオスペース館 プラネタリウム） - ナビゲーター[80]

### ライブ
- 君の中に眠るVampire SPECIAL LIVE（2018年9月1日、高円寺HIGH）

### イベント
- メゾンこばやし
  - Vol.1（2017年6月18日、高円寺Studio K Studio3） - ゲスト：磯原杏華、藤本結衣、中塚智実
  - Vol.2（2018年1月21日、高円寺Studio K Studio3） - ゲスト：磯原杏華、仲谷明香、中塚智実
  - Vol.3（2019年1月12日、高円寺Studio K Studio3） - ゲスト：高橋胡桃、山北早紀、中塚智実
  - Vol.4（2020年1月13日、高円寺Studio K Studio2） - ゲスト：仲谷明香、釜野真希、山北早紀
  - Vol.5（2021年11月23日、高円寺Studio K Studio2） - ゲスト：栞菜、若林倫香
  - 30th birthday（2023年1月21日、高円寺Studio K） - ゲスト：柴小聖、井川瑠音、倉田瑠夏
  - 出張編 こあみとバーベキュー（2023年7月15日、渋谷ガーデンルーム）
  - 2024 [注釈 2]（2024年1月13日、高円寺Studio K） - ゲスト：高橋みのり、森岡悠、八福☆みずほ、平松可奈子
- ラグビーワールドカップ2019 大会100日前EVENT（2019年6月22日、ららぽーと名古屋みなとアクルス） - タグラグビーチーム「TRY!Girls!!!!!」の一員として参加
- ラグビーワールドカップ2019 FIVESエキシビション（2019年10月11日、小笠山総合運動公園エコパスタジアム おもてなしエリア） - タグラグビーチーム「TRY!Girls!!!!!」の一員として参加
- ラグビーワールドカップ2019 FIVESエキシビション（2019年11月2日、スカイホール豊田 ラグビーワールドカップ2019ファンゾーン） - タグラグビーチーム「TRY!Girls!!!!!」の一員として参加
- 小林亜実ファンミーティング（2019年11月30日、フルーツボックス代官山）
- 海外ドラマアカデミー（2023年7月 - 、東京都内各所） - 塚原直彦とともに主催・MC、月1回開催
- FUJIMAMI（2024年2月 - 、BONUS TRACK内スタンド） - 藤間あやかとコラボのポップアップカフェ、不定期開催

## 艦娘遊撃隊『霧島』としての活動
- ゲーム『艦隊これくしょん』が行なっている海上自衛隊や地方都市、各種企業らとのコラボレーションイベントにおいて艦娘に扮しイベントをサポートをする艦娘遊撃隊の『霧島』として活動を2019年1月から行っている。
- 艦娘に扮し演じるだけではなく鎮守府が置かれていた都市でのライブイベントや毎年恒例となっている新春ライブなどではステージ上でのダンスパートも担当をしている。
- 海上自衛隊横須賀基地で行われた令和元年度自衛隊観艦式では海上自衛隊ファッションショーにおいて女性士官の姿でモデルを務めた。
- 扮する艦娘は金剛型四姉妹の『霧島』が主であるが海自ファッションショーにおいてイージス護衛艦『きりしま』、ライブでは『比叡』や第六駆逐隊『電』も務めたこともある。
- イベントの運営方針によって当初シークレットでの参加であったが次第に人気が高まり写真集が発行される迄に至り、2020年12月24日に活動が公表された。

### イベント
- 『新春鎮守府JAZZ祭り2019 in 日本武道館』、日本武道館（2019年1月3日、4日：3日は物販のみ） - 艦娘遊撃隊：霧島 役
- 『鎮守府第三次"瑞雲"祭り【前段作戦】in 横浜・八景島シーパラダイス特設泊地』
  - 『鎮守府第三次"瑞雲"祭り【前段作戦】in 横浜・八景島シーパラダイス特設泊地』、横浜・八景島シーパラダイス（2019年4月20日 - 5月11日：参加は4月20日､21日） - 艦娘遊撃隊：霧島 役
  - 『鎮守府第三次"瑞雲"祭り【前段作戦】in 横浜・八景島シーパラダイス特設泊地 / 第一遊撃部隊第一部隊【第三次瑞雲祭り、ズイパラか…まあ、そうなるな！】』、横浜・八景島シーパラダイス内、アクアスタジアム （2019年4月20日：全2公演）
  - 『鎮守府第三次"瑞雲"祭り【前段作戦】in 横浜・八景島シーパラダイス特設泊地 / 第一遊撃部隊第二部隊【これが瑞雲祭り……ゴトも瑞雲、積んでみたいです！】』、横浜・八景島シーパラダイス内、アクアスタジアム （2019年4月21日：全2公演）
- 『鎮守府瑞雲祭り【後段作戦】春の"烈風"祭りin 横浜・八景島シーパラダイス特設泊地』
  - 『鎮守府瑞雲祭り【後段作戦】春の"烈風"祭りin 横浜・八景島シーパラダイス特設泊地』、横浜・八景島シーパラダイス（2019年5月12日 - 6月2日：参加は5月12日､19日､6月2日） - 艦娘遊撃隊：霧島 役
  - 『鎮守府瑞雲祭り【後段作戦】春の"烈風"祭りin 横浜・八景島シーパラダイス特設泊地 / 第三戦隊【第三戦隊参上！瑞雲祭りに参加するデース！Hey！提督ー！え？烈風祭り？】』、横浜・八景島シーパラダイス内、アクアスタジアム （2019年5月19日：全2公演）
- 『深海大サーカス 不思議の国の1YB3H 1YB3H's Adventures in Wonderland』、舞浜アンフィシアター（2019年8月3日 - 8月4日、8月10日 - 12日：参加は8月10日） - 艦娘遊撃隊：霧島 役
- 『佐世保鎮守府開庁130年記念【130th SASEBO 2019】』、佐世保市各所（2019年9月13日 - 9月16日：参加は9月13日、14日） - 艦娘遊撃隊：霧島 役
- 『令和元年度自衛隊観艦式 公式コラボ【Japan Self-Defense Forces FLEET REVIEW 2019】』
  - 「令和元年度自衛隊観艦式 公式コラボ【Japan Self-Defense Forces FLEET REVIEW 2019】海自ファッションショー』、海上自衛隊横須賀基地（2019年10月5日 - 10月6日） - イージス艦DDG-174：きりしま 役 [81]
  - 『令和元年度自衛隊観艦式 公式コラボ【Japan Self-Defense Forces FLEET REVIEW 2019】』、海上自衛隊横須賀基地（2019年10月5日 - 10月6日） - 艦娘遊撃隊：霧島 役
- 『【130th KURE 2019】ちんじゅふ。』、呉市各所（2019年10月19日 - 10月20日） - 艦娘遊撃隊：霧島 役
- 『カレー機関』、カレー機関（不定期参加） - 艦娘遊撃隊：霧島 役
- 『C2機関 鎮守府新春New Year Special Live! 2020』、パシフィコ横浜 国立大ホール（2020年1月2日、3日：2日は物販のみ） - 艦娘遊撃隊：霧島 役
- 『キリンボクカワランド 　サンリオピューロランド×C２機関』
  - 『キリンボクカワランド 　サンリオピューロランド×C２機関』、サンリオピューロランド（2020年2月15日 - 2月22日：参加は2月15日、21日） - 艦娘遊撃隊：霧島 役
    - コロナウィルス流行による会場閉鎖の影響により2月22日は開催中止

  - 『キリンボクカワランド 　サンリオピューロランド×C２機関【後段作戦(雨が上がる今 君と)】』、サンリオピューロランド フェアリーランドシアター（2020年2月21日：全2公演） -  艦娘遊撃隊：霧島 役
    - 2公演目はコロナウィルス流行による会場閉鎖の影響により「キリンボクカワランド 　サンリオピューロランド×C２機関【後段作戦(雨が上がる今 君と)】あらため【後段作戦(キリンボクカワランドよ 永遠に)】」に変更
- 『鎮守府鰻祭り&金剛型86/一航戦NOAH発表会 in 富士スピードウェイ』、富士スピードウェイ（2020年11月1日） - 艦娘遊撃隊：霧島 役
- 『C2機関 鎮守府New Year Special Live! 2022』、パシフィコ横浜 国立大ホール（2022年1月3日、4日） - 艦娘遊撃隊：霧島 役

### ライブ
- 『佐世保鎮守府開庁・佐世保港開港130周年記念「ちんじゅふ。」2019 in 佐世保鎮守府 Special Opening Live』、アルカスSASEBO大ホール（2019年9月13日、14日：全3公演） -  霧島 役[82]
  - 広瀬香美 with C2機関 1MYB(第一音楽遊撃部隊)と共に艦娘遊撃隊として参加
- 『【130th KURE 2019】ちんじゅふ。艦娘 Special Live in 呉鎮守府』、呉信用金庫ホール(呉市文化ホール)（2019年10月20日：全2公演） - 霧島 役 及び 電 役[83]
  - C2機関1MYB改と共に艦娘遊撃隊として参加
- 『C2機関 鎮守府新春New Year Special Live! 2020』、パシフィコ横浜 国立大ホール（2020年1月3日：全2公演） - 霧島 役 及び 電 役
  - Toshl with C2機関1MYBと共に艦娘遊撃隊として参加
- 『鎮守府鰻祭り Special Live Stage』、富士スピードウェイ（2020年11月1日：全2公演） - 霧島 役
- 『C2機関「提督&艦娘 Special Live for 呉鎮守府」in 横浜みなとみらい』、パシフィコ横浜 国立大ホール（2020年12月4日：全2公演） - 霧島 役 及び 比叡 役
- 『C2機関 鎮守府New Year Special Live! 2022』、パシフィコ横浜 国立大ホール（2022年1月3日、4日：全3公演） - 霧島 役
- 『C2機関 鎮守府新春New Year SHIGURE Live! 2023』、パシフィコ横浜 国立大ホール（2023年1月3日）

### 写真集
- 『写真集 艦娘遊撃隊 -「霧島」「明石」「春雨」』（2020年4月28日、発売：角川アーキテクチャ、販売：KADOKAWA）